# Horizontalbomber

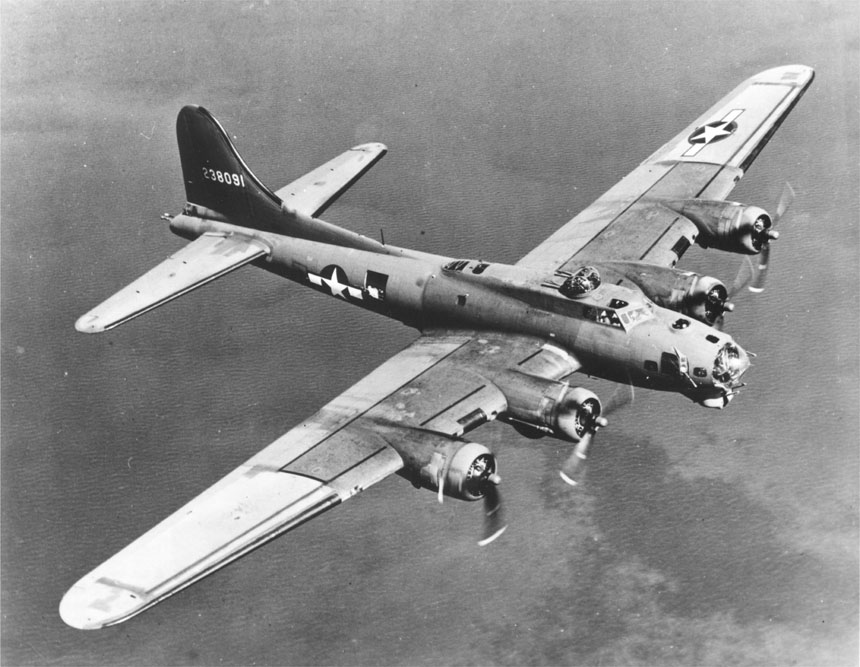
US-Horizontalbomber B-17

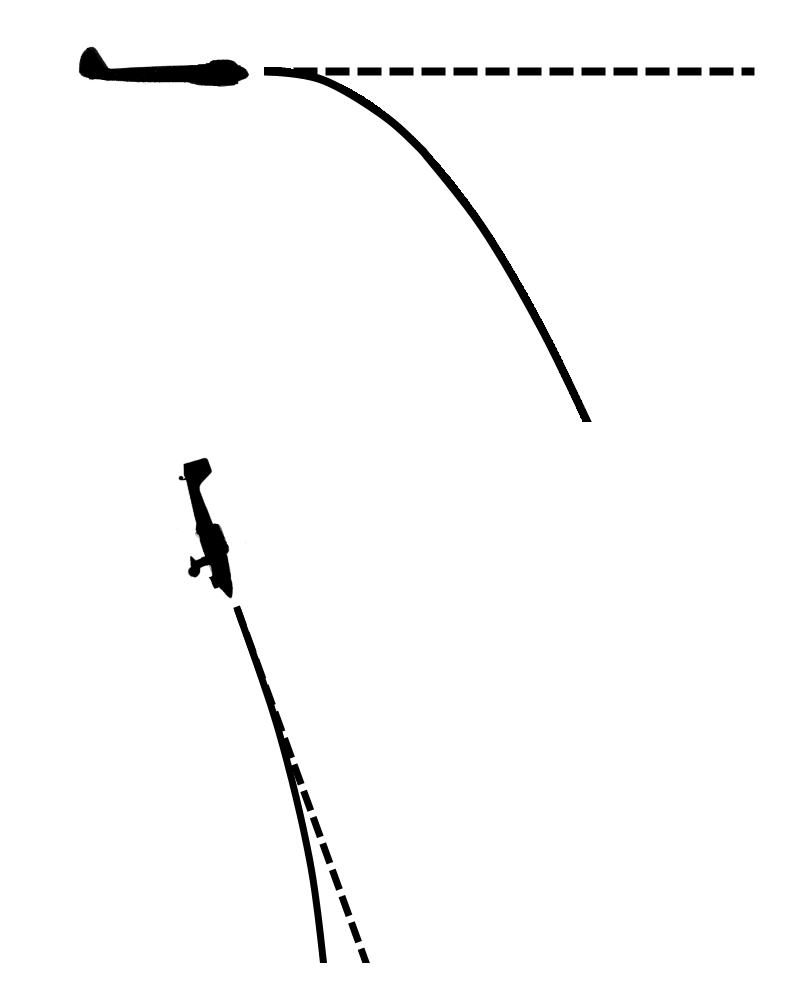
Vergleich des Bombenabwurfs aus einem Horizontalbomber (oben) und einem Sturzkampfbomber

Horizontalbomber sind  Bomber, die dazu dienen, Bodenziele mit Fliegerbomben anzugreifen.

## Unterscheidung zu Sturzbombern
Horizontalbomber sind – im Gegensatz zu Sturzbombern – solche Bomber, die während des Ausklinkens der Bombenlast ihre Flughöhe nicht verlassen. Ein Horizontalbomber kann eine größere Bombenlast aufnehmen, da beim Horizontalflug die Belastung der Flugzeugzelle nicht so hoch ist wie beim Sturzflug. Jedoch waren diese Maschinen gerade in der Frühzeit der militärischen Luftfahrt im Nachteil, wenn ein Ziel punktgenau getroffen werden sollte, da mit damaligen Zielgeräten ein solches Unterfangen schwieriger auszuführen war als der Angriff mit einem Sturzbomber. Beispielsweise landeten bei einem Angriff amerikanischer Horizontalbomber auf Kugellagerfabriken in Schweinfurt im Oktober 1943 nur etwa 10 % der abgeworfenen Bomben weniger als 500 Fuß (etwa 150 Meter) vom Ziel entfernt, obwohl die Maschinen mit dem damals hochmodernen Norden-Bombenzielgerät ausgerüstet waren.
Horizontalbomber wurden daher eher zur Flächenbombardierung eingesetzt, während Sturzbomber wegen ihrer größeren Zielgenauigkeit Einzelobjekte als Ziele hatten.
Ein als Horizontalbomber konzipiertes Flugzeug war beispielsweise die sowjetische Tupolew Tu-58, die 1941 als Prototyp entstand. Der darauf folgende Tupolew-Prototyp vereinigte bereits Fähigkeiten des Horizontal- und Sturzbombers.
Häufig wurden die Horizontalbomber alternativ auch als Torpedobomber eingesetzt (z. B. Nakajima B5N).
Mit präzisionsgelenkter Munition ausgerüstete Horizontalbomber können ihre Ziele ebenfalls sehr genau treffen, so dass die Entwicklung spezieller Sturzbomber überflüssig wurde.